# Beggingen
Beggingen (toponimo tedesco) è un comune svizzero di 481 abitanti del Canton Sciaffusa.